# Hack and slash

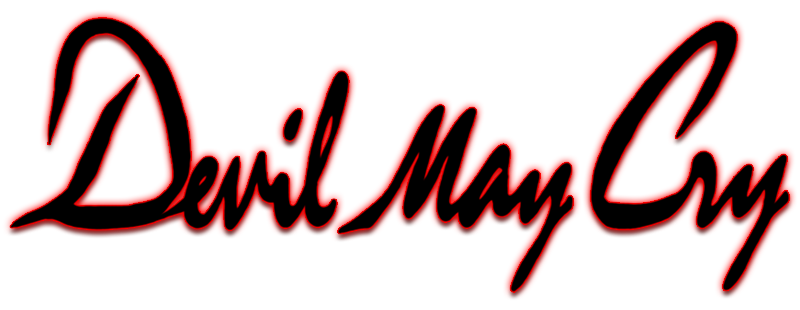
Logo serii gier komputerowych typu hack and slash, Devil May Cry

Hack and slash lub hack’n’slash (z angielskiego hack – rąbać i slash – ciąć) – termin stosowany jako nazwa gatunku gier komputerowych lub stylu grania w RPG, w których dominującą rolę w rozgrywce odgrywa zabijanie potworów, zdobywanie doświadczenia i rozbudowywanie statystyk postaci.
Termin używany jest głównie do wyodrębnienia tego rodzaju gier z rozgrywek gier fabularnych i cRPG, w których walka i pokonywanie potworów nie stanowi dominującego elementu rozgrywki. Rozróżnienie między grami typu hack and slash a grami cRPG bywa przedmiotem kontrowersji.
Wśród gier fabularnych można prowadzić hack’n’slash w systemach, w których większość walk nie kończy się definitywnym kalectwem lub ostateczną śmiercią postaci gracza np. Dungeons & Dragons. Na mechanice takich gier wzorują się komputerowe gry hack’n’slash.
Określenie przeszło ze środowiska gier fabularnych na gry komputerowe. Do gier typu hack and slash można zaliczyć np. gry z serii Diablo oraz m.in.: Dungeon Siege, Sacred, Titan Quest, Loki, Torchlight czy też Path of Exile.